# BR-458

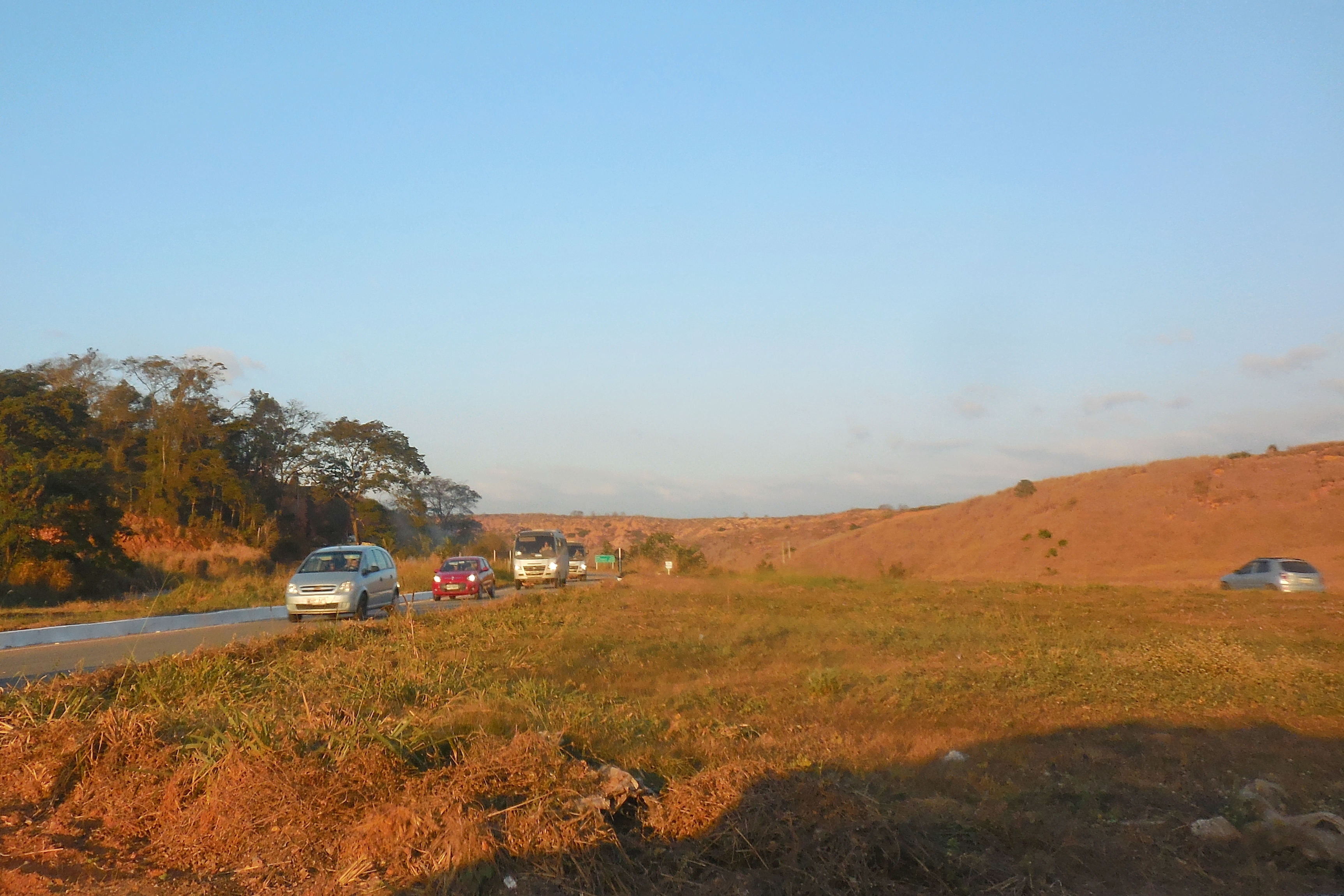
BR-458 no trevo de acesso à LMG-759, em Caratinga.

A BR-458 é uma rodovia federal brasileira. Está localizada no leste mineiro e é uma ligação entre a BR-116, a cidade de Ipatinga e, indiretamente, a outras cidades da Região Metropolitana do Vale do Aço. Também serve como acesso ao Aeroporto de Ipatinga.